# Entomobielzia varvarai
Entomobielzia varvarai är en mångfotingart som beskrevs av Ceuca 1985. Entomobielzia varvarai ingår i släktet Entomobielzia och familjen Entomobielziidae. Inga underarter finns listade i Catalogue of Life.